# Per Josefsson (konstnär)

För finansmannen, se Per Josefsson (finansman).  
Per Josefsson, född 1948 i Helsingborg, är en svensk målare.
Josefsson studerade vid Konstfackskolan 1970-1974, och vid Konstnärernas kollektivverkstad i Göteborg med metallemaljering 1989 och med bronsgjutning 1991, samt 1997 i multimedia vid Hyper Island.
Han har tilldelats stipendium från Konstnärsnämnden, Norrköpings kommuns konststipendium och Östergötlands läns landstings kulturstipendium.
Bland hans offentliga arbeten märks utsmyckningen för Mosstorpsskolan i Skärblacka, Norrköpings konstmuseum och bostadsområdet Stolplyckan i Linköping samt vandringsutställning för Arbetets museum och för Nordiska museet.
Hans konst består av förenklade realistiska landskap som får en karaktärsförvandling genom olika material. Vid sidan av sitt eget skapande har han varit anlitad som formgivare av historiska utställningar.
Josefsson är representerad vid Östergötlands läns landsting, Folkets husföreningarna och Statens konstråd.